# Dis-Dance
Dis-Dance war ein Schweizer Danceprojekt.

## Hintergrund
Produziert wurde es von Lorenz Ruegsegger, Patrick Obrist und Elizabeth Brown. 1991 erschien die erste Single Heat It Up. 1995 erschien die zweite Single Set Me In Motion mit der Stimme von Miyagé und dem Raggamuffin-Rapper Raz. Der Titel schaffte es in die Schweizer Hitparade und wurde auch in Deutschland bekannt. Die letzte Single All Around My Hand erschien mit einer neuen Sängerin namens Sylvia.